# Robert Iacob
Robert Iacob (n. 24 iunie 1981, București, România) este un jucător de fotbal român liber de contract.